# Йонас Люшер
Йонас Люшер (на немски: Jonas Lüscher) е швейцарски писател, автор на романи, новели и есета.

## Биография
Йонас Люшер е роден през 1976 година в Цюрих, но израства в Берн, където през 1998 година завършва Евангелистката школа за начални учители Миристалден. Няколко години работи в Мюнхен като драматург и киносценарист.
От 2005 до 2009 г. следва философия във Висшата школа по философия в Мюнхен. Издържа се като редактор на свободна практика. Дипломира се като магистър и две години е научен сътрудник в Института по техника, технология и природни науки към Мюнхенския университет. Същевременно работи като учител по етика в Държавното училище по икономика.
През 2011 г. Люшер се премества във Федералния институт по технологии в Цюрих, където започва да пише дисертация върху „Значението на разказването за описанието на социалната комплексност в духа на нео-прагматизма“. През 2012/13 г. получава стипендия от Швейцарския национален фонд и прекарва девет месеца като гостуващ изследовател по сравнително литературознание в Станфордския университет. В края на 2014 г. напуска института в Цюрих, без да завърши дисертацията си.
През 2013 г. Люшер създава новелата „Пролетта на варварите“ („Frühling der Barbaren“), за която получава литературните награди „Франц Хесел“ (2013) и „Ханс Фалада“ (2016).
За романа си „Сила“ („Kraft“) (2017) писателят е удостоен през същата година с „Швейцарската награда за най-добър роман“ и с наградата „Тукан“
Йонас Люшер е член на немския ПЕН клуб. От 2001 г. живее в Мюнхен.

## Награди и отличия
- 2013: Franz-Hessel-Preis, für die Novelle Frühling der Barbaren[4]
- 2013: Literarische Auszeichnung des Kantons Bern
- 2013: Bayerischer Kunstförderpreis
- 2016: „Награда Ханс Фалада“, für die Novelle Frühling der Barbaren
- 2017: „Немска награда за книга“ (номинация), mit Kraft
- 2017: Literarische Auszeichnung des Kantons Bern, für Kraft
- 2017: „Швейцарска награда за книга“, für Kraft
- 2017: „Награда Тукан“, für Kraft